# 弗拉维安宫
41°53′18″N 12°29′13″E / 41.88833°N 12.48694°E
弗拉维安宫（英語：Flavian Palace）罗马帝国宫殿，位于意大利罗马市帕拉蒂尼山鞍部，由拉比留斯负责修建，为图密善时期的建筑代表之作。宫殿由朝堂、寝宫，体育场三部分组成。其后又经过多次扩建，使该宫跨越帕拉蒂尼山，亦可眺望古罗马广场和大竞技场。